# Kierityksenjärvi (Jukkasjärvi socken, Lappland, 753329-176529)
Kierityksenjärvi är en sjö i Kiruna kommun i Lappland och ingår i Torneälvens huvudavrinningsområde. Sjön har en area på 0,0772 kvadratkilometer och ligger 317 meter över havet.

## Delavrinningsområde
Kierityksenjärvi ingår i det delavrinningsområde (753372-176800) som SMHI kallar för Utloppet av Pasmajärvi. Medelhöjden är 337 meter över havet och ytan är 59,69 kvadratkilometer. Det finns inga avrinningsområden uppströms utan avrinningsområdet är högsta punkten. Vaikkojoki som avvattnar avrinningsområdet har biflödesordning 3, vilket innebär att vattnet flödar genom totalt 3 vattendrag innan det når havet efter 332 kilometer. Avrinningsområdet består mestadels av skog (63 procent) och sankmarker (26 procent). Avrinningsområdet har 5,77 kvadratkilometer vattenytor vilket ger det en sjöprocent på 9,7 procent.